# Hylaeus floridanus
Hylaeus floridanus is een vliesvleugelig insect uit de familie Colletidae. De wetenschappelijke naam van de soort is voor het eerst geldig gepubliceerd in 1893 door Robertson.